# Sipe
Sipe (znanstveno ime Sepiida) so morski glavonožci, sorodni hobotnicam in brodnikom. Njihovi plenilci so morski psi, druge ribe ter druge sipe. Živijo eno do dve leti.

## Zgradba telesa
Za red sip so značilni notranja lupina, velike oči ter deset lovk, med katerimi sta dve, namenjenimi pritrditvi na plen, daljši in pokriti s priseski. 
Za sipe je značilna tudi sipina kost. Ta je zgrajena iz kalcijevega karbonata in je porozna. Sipa lahko s spreminjanjem razmerja med plinom in tekočino v kosti uravnava svojo plovnost in se, če želi, lahko tudi potopi. Vsaka vrsta sipe ima značilno velikost, obliko in teksturo kosti. Sipine kosti so se tradicionalno uporabljale kot kalup za ulivanje drobnega nakita. Danes pa jih bolj poznamo kot trd material za papige in druge ptice v kletkah; na njih si ostrijo kljun, služijo pa jim tudi kot vir kalcija. 
Ker imajo sipe izredno sposobnost spreminjanja barve, jih včasih imenujemo tudi morski kameleon. Barva njihove kože se spreminja v hitrem vzorcu in jim omogoča sporazumevanje in kamuflažo. Poleg tega lahko sipe tudi vplivajo na polarizacijo svetlobe, kar je prav tako namenjeno signaliziranju drugim morskim živalim.
Tako kot za lignje in hobotnice je tudi za sipe značilno črnilo. To se je v preteklosti uporabljalo kot pomembno rjavkasto-črno barvilo, imenovano sepija. Danes so ga nadomestila umetna barvila.

## Prehranjevanje
Sipe se hranijo z drobnimi školjkami, rakovicami, rakci, ribami in drugimi sipami. Z dvema daljšima lovkama hrano nesejo do ust, kjer jo z močnimi kljunastimi čeljustmi prežveči. 

## Udomačitev sipe
Čeprav s precejšnjimi težavami, se da sipe tudi udomačiti. Kot hišni ljubljenčki precej spominjajo na mačke: veliko počivajo, lovijo gibajoči se plen, prosjačijo za hrano. Ne da se jih popolnoma ukrotiti in svoje lastnike prenašajo predvsem zaradi udobnega življenja. Vendar pa imajo to slabo lastnost, da jedo druge sipe.
V akvaristiki niso pogoste.

## Klasifikacija
Trenutno poznamo 119 vrst sip. Razvrščamo jih v pet rodov. Družina Sepiadariidae zaobjema sedem vrst in dva rodova. Vse ostale so v družini Sepiidae.  